# Pietro Nardini
Pietro Nardini (ur. 12 kwietnia 1722 w Livorno, zm. 7 maja 1793 we Florencji) – włoski kompozytor i skrzypek.

## Życiorys
W latach 1734–1740 był uczniem Giuseppe Tartiniego w Padwie. Między 1740 a 1760 rokiem działał jako skrzypek w Livorno. W 1760 roku opuścił Włochy i podróżował z koncertami, docierając m.in. do Wiednia. W latach 1762–1765 był skrzypkiem-solistą na dworze książęcym w Stuttgarcie. W 1766 roku wrócił do Livorno. W 1769 roku wyjechał do Padwy, gdzie opiekował się Tartinim w ostatnich miesiącach jego życia. Od 1770 roku pełnił funkcję dyrektora muzycznego na dworze we Florencji.
Do grona jego uczniów należeli Bartolomeo Campagnoli i Gaetano Brunetti.

## Twórczość
Cieszył się poważaniem współczesnych, jego grę ceniły czołowe autorytety muzyczne ówczesnej epoki takie jak Leopold Mozart, Adalbert Gyrowetz i Charles Burney. Skomponował m.in. 16 koncertów skrzypcowych, 6 sonat na skrzypce i basso continuo, 6 duetów altówkowych, 6 kwartetów smyczkowych. W ślad za Tartinim stosował trzyczęściowy schemat kompozycji o układzie wolna-szybka-wolna. Jego styl cechuje się śpiewnością, pięknem dźwięku i prostotą, wolny jest od wirtuozerii typowej dla twórców okresu dojrzałego klasycyzmu.